# Cay Diedrich Lienau

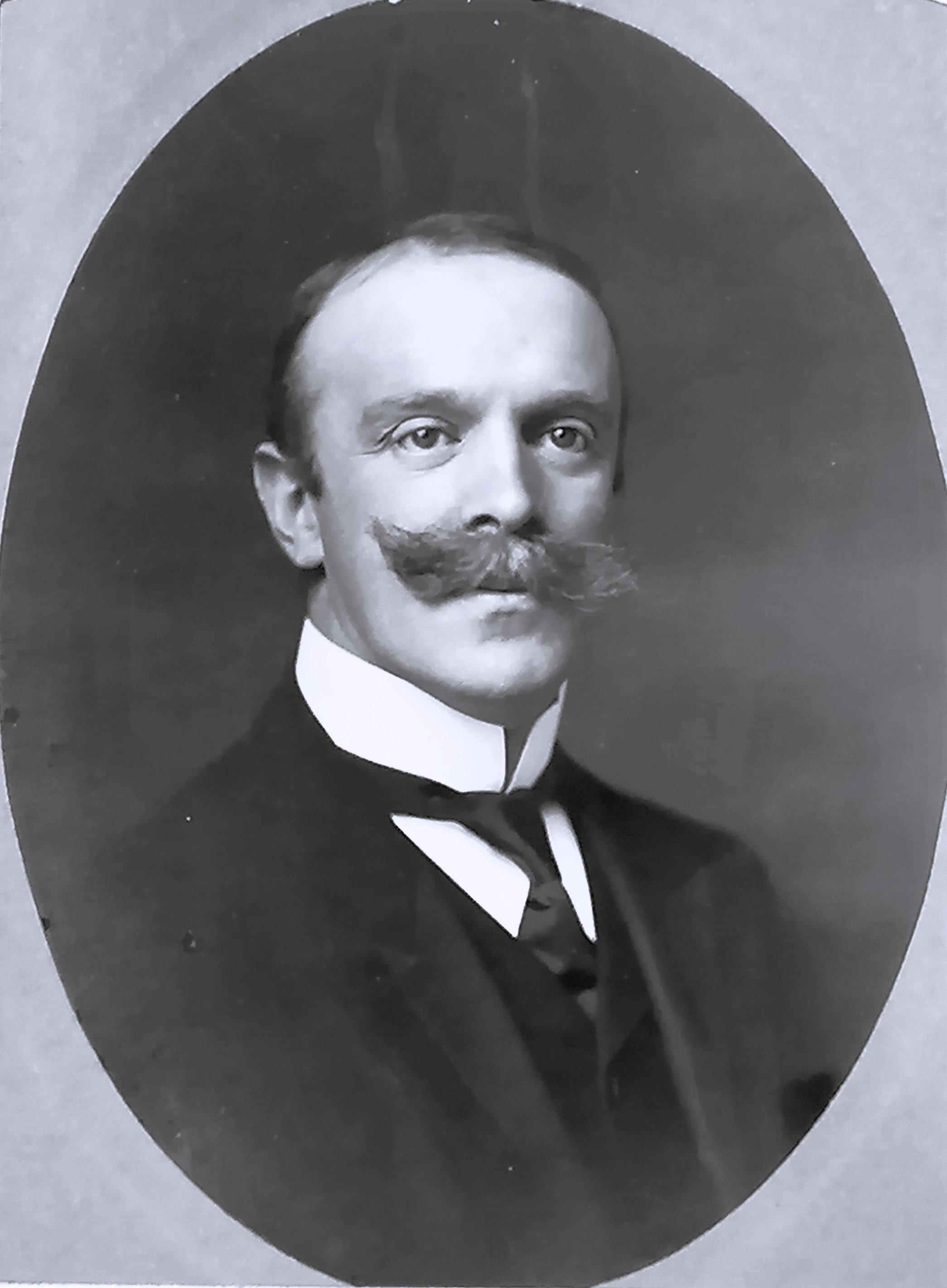
Senator Dr. Cay Diedrich Lienau (1908)

Senator Dr. Cay Diedrich Lienau (1919)

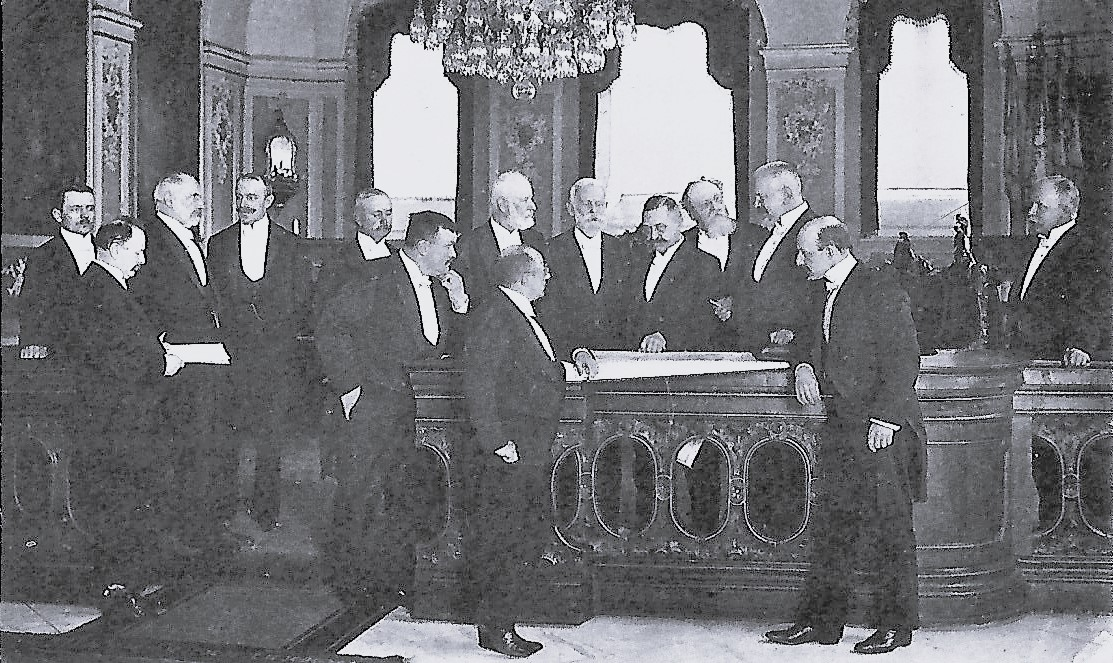
Beginn einer Senatssitzung

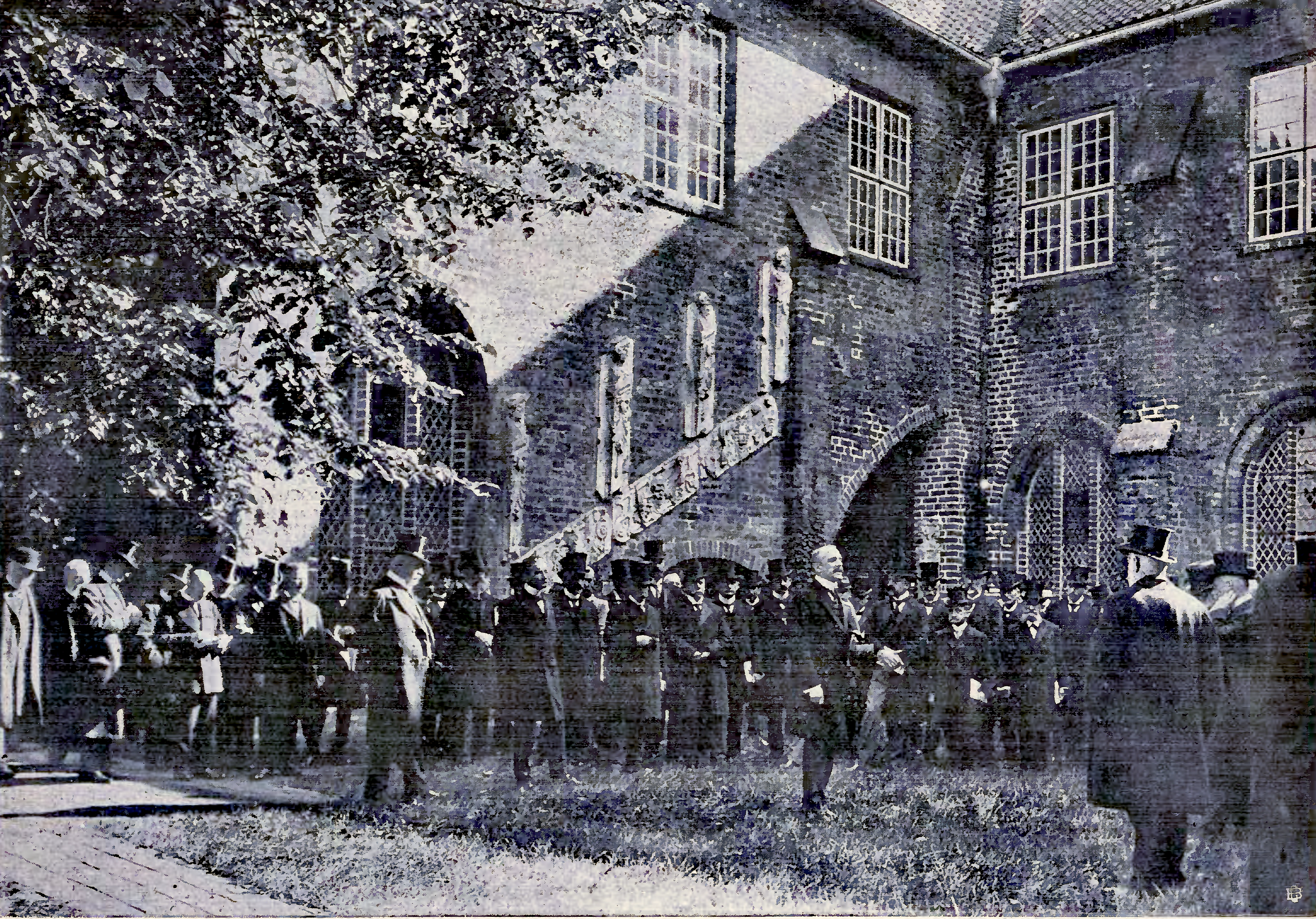
Eröffnungsrede des Museums für Kunst- und Kulturgeschichte (1915)

Lübecker Liebesgaben-Abordnung beim Stabe der Ersatz-Brigade 81: (von links nach rechts) Lt. Meier (Adjutant), Senator Lienau, Gen.-Lt. Melior, Rud. Köhn, Major Schaumann, Oberltn. Lorenz

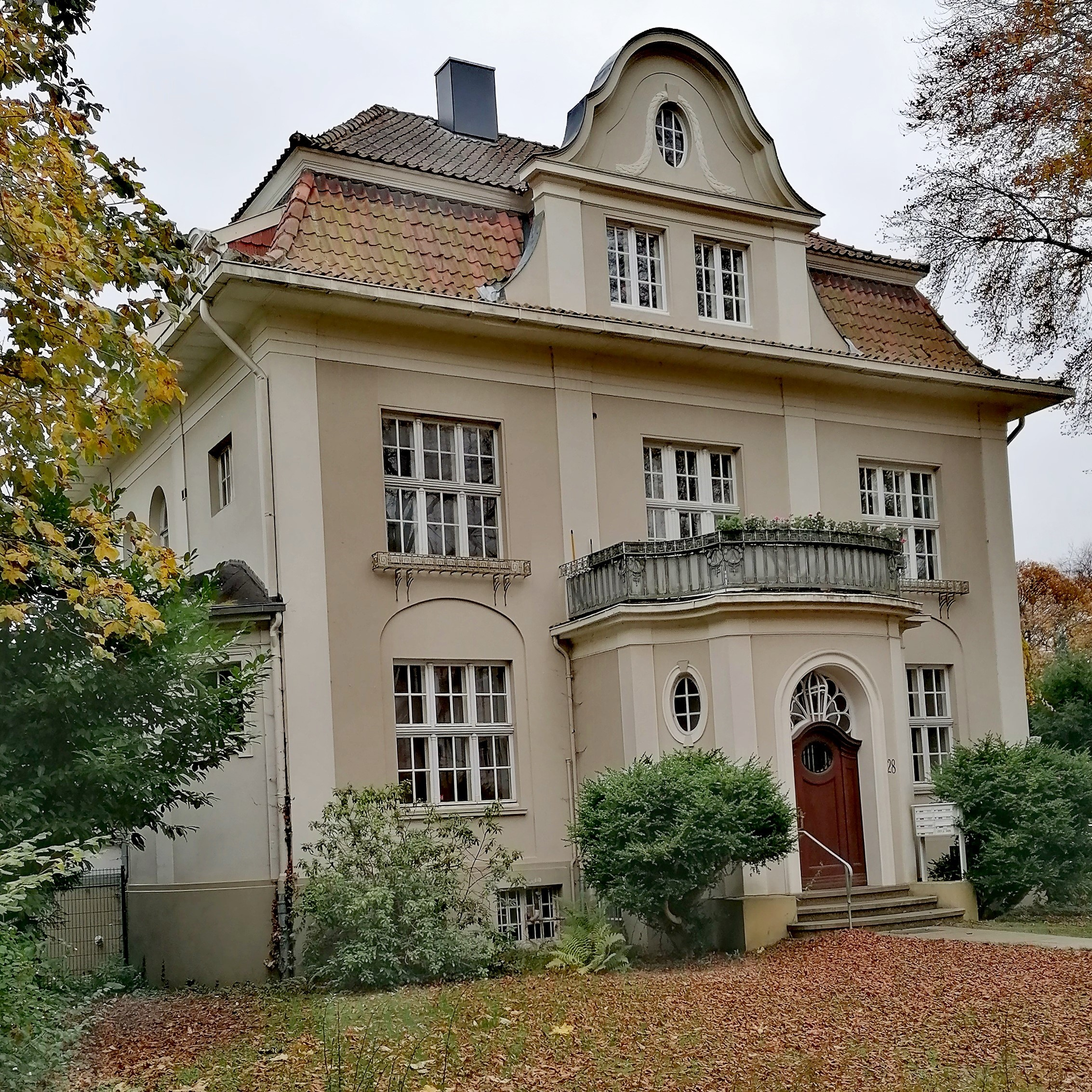
Lienaus Wohnhaus in der Roeckstraße

Cay Diederich Lienau (* 26. August 1867 in Lübeck; † 14. April 1953 ebenda) war ein deutscher Jurist und Polizeisenator der Hansestadt Lübeck.

## Leben

### Herkunft
Lienau entstammte einer alteingesessenen Kaufmannsfamilie und war der Sohn von Cay Dietrich Lienau.

### Laufbahn
Ab 1880 besuchte Lienau das Progymnasium von Otto Bussenius und danach bis zum Abitur Ostern 1886 das Katharineum zu Lübeck. 1883 ist er in der Petrikirche konfirmiert worden. Von 1886 bis 1889 studierte er Rechtswissenschaft an der Albert-Ludwigs-Universität Freiburg, der Universität Leipzig und der Friedrich-Wilhelms-Universität Berlin. Er machte 1889 das Referendarexamen beim Kammergericht und promovierte in Leipzig zum Dr. iur.
1889/90 war er Einjährig-Freiwilliger beim Infanterie-Regiment „Graf Bose“ (1. Thüringisches) Nr. 31, das zum IX. Armee-Korps (Deutsches Kaiserreich) gehörte.
Bis 1895 war er Referendar beim Oberlandesgericht in Kiel, machte sein Assessorexamen in Berlin und begann umgehend als Hilfsrichter beim Amtsgericht Lübeck. Am 1. August 1895 wurde er zum Staatsanwalt ernannt. Der Senat zu Lübeck ernannte ihn am 15. März 1902 zum Landrichter.
1905 wurde er in die Bürgerschaft gewählt und war ab 1906 Mitglied des Bürgerausschusses. Am 9. September 1908 wurde er zum Senator der Hansestadt berufen. Von 1908 bis 1917 war er stellvertretender, bis zu seinem Ausscheiden aus dem Senat im Jahr 1919 Polizeiherr der Stadt. Er bekleidete das Amt des Vorsitzenden des Gesundheitsrates, der Behörde für Wohnungspflege, des Werk- und Zuchthauses sowie der Behörde für das Feuerlöschwesen. Des Weiteren war er Mitglied der Justizkommission, des Disziplinarhofs für Beamte, der Zollkommission, des Stadt- und Landamtes, der Betriebsbehörde und des Kirchenrats. Er gehörte damit als für Sicherheit und Ordnung verantwortlicher Senator dem Senat unter dem Lübecker Bürgermeister Emil Ferdinand Fehling an, der als einzige Landesregierung im Deutschen Reich die Novemberrevolution 1918 überstand und im Amt blieb. Am 3. September 1919 erklärte Lienau auf Grund einer Entschließung, die der Bürgerausschuss bei der Kritik der Vorgänge des 14. Juni fasste, seinen Austritt aus dem Senat.
Nach seinem Austritt aus dem Senat nahm Lienau zunächst seine Richtertätigkeit am Landgericht Lübeck wieder auf und wurde 1921 zum Ersten Staatsanwalt in Lübeck bestellt. Dieses Amt übte er später als Oberstaatsanwalt bis zum 1. Oktober 1933 aus. In die letzte Zeit seiner Amtsführung als Oberstaatsanwalt fiel der Aufsehen erregende Calmette-Prozess.
Nach dem Tod von Johann Martin Andreas Neumann im April 1928 wurde Lienau zum Vorsitzenden des Kirchenrates der Evangelisch-Lutherischen Kirche in Lübeck gewählt; seine eigentlich auf 12 Jahre angelegte Amtszeit endete mit der Machtübernahme der Deutschen Christen im Sommer 1933.
Cay Diederich Lienau war von 1900 bis 1906 war er Schriftführer der Gesellschaft zur Beförderung gemeinnütziger Tätigkeit und 1915 bis 1918 ihr Direktor. in seiner Amtszeit wurde 1915 das St.-Annen-Museum (damals Museum für Kunst- und Kulturgeschichte) eröffnet, das mit den weiteren Lübecker Museen für Kulturgeschichte bis zu deren Verstaatlichung 1934 von der Gesellschaft betrieben wurde. Sein Onkel Robert Emil Lienau setzte ihn vor seinem Tod 1920 zum Testamentsvollstrecker seines Vermögens sowie seines Musikverlages ein.

### Familie
1896 heiratete mit Marie Emma eine Tochter von Bernhard Eschenburg.
Das Paar hatte drei Söhne und eine Tochter.
Paul, der am 22. September 1897 Erstgeborene, wird seit 1945 in Russland vermisst.

#### Ernst Günther

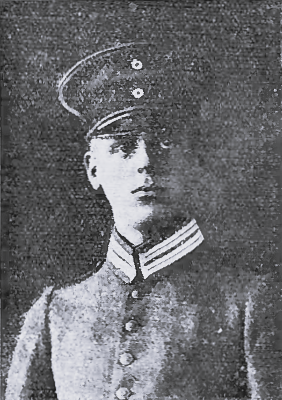

Ernst Günther, der Zweitgeborene, wurde am 21. Oktober 1898 geboren. Bei Kriegsausbruch noch zu jung, trat er der Jugendwehr, wo man ihm die Offiziersfähigkeit bescheinigte, bei. Nach dem erhaltenen Reifezeugnis am Katharineum trat der Kriegsfreiwillige in das 3. Garde-Regiment zu Fuß, diente zunächst einige Monate in der Garnison und zog dann im Frühjahr 1917 nach Frankreich ins Feld. Kurz vorher und nach einer Minenverschüttung im Sommer zur Erholung sah er seine Heimatstadt noch einmal. Bei seinem letzten Besuch traf er seinen Jugendfreund Albrecht Suckau, Enkel von Johannes Albrecht Suckau, nochmal. Am zweiten Tag der Frühjahrsoffensive fiel er östlich von Ham bei Fontaine-lès-Clercs. Er liegt auf dem Friedhof Roupy.

## Quelle
- Senator Dr. Cay Diedrich Lienau. In: Vaterstädtische Blätter. Jahrgang 1918/19, Nr. 25, Ausgabe vom 14. September 1919, S. 97.

## Belege
1. ↑  Hermann Genzken: Die Abiturienten des Katharineums zu Lübeck (Gymnasium und Realgymnasium) von Ostern 1807 bis 1907. Borchers, Lübeck 1907. (Beilage zum Schulprogramm 1907), Nr. 874.
2. ↑  Vaterstädtische Blätter; Lübeck, den 14. September 1919, Artikel: Senator Dr. Cay Diedrich Lienau
3. ↑  Georg Behrens: 175 Jahre Gemeinnütziges Wirken. Lübeck 1964, S. 143 (Liste der Direktoren)
4. ↑  Georg Behrens: 175 Jahre Gemeinnütziges Wirken. Lübeck 1964, S. 82–92.
5. ↑  Erinnerungstafel. In: Vaterstädtische Blätter, Jahrgang 1917/18, Nr. 21, Ausgabe vom 9. Juni 1918, S. 81–82.